# Anneila Sargent
Profª. Anneila Isabel Sargent (nacida Anneila Cassells, 1942, Kirkcaldy) es una astrónoma escocesa-estadounidense, especializada en la formación estelar.

## Biografía
Sargent se crio en Burntisland, Fife, y asistió al Burntisland Primary School y al Kirkcaldy High School. Obtuvo su Grado en Física con honores en la Universidad de Edimburgo en 1963, y luego inmigró a los Estados Unidos de América, primero para estudiar en la Universidad de California en Berkeley, y luego desde 1967 en el Instituto de Tecnología de California, donde obtuvo su doctorado. Actualmente es la Profesora de Astronomía Ira S. Bowen en Caltech y ha sido Directora en el Owens Valley Radio Observatory. Fue Presidenta de la American Astronomical Society de 2000 a 2002, formando luego parte del Consejo desde entonces. Sargent fue la vicepresidenta de Asuntos Estudiantes en Caltech desde el 1 de diciembre de 2007 hasta 2016.
Sargent fue nombrada en 2011 por el presidente Obama para trabajar durante seis años en la Junta Nacional de Ciencias.  Trabajó en comités como el Comité de astronomía y astrofísica de la NRC, el Comité Consultivo en Ciencias Matemáticas y Físicas de la NSF, y en 1995/6 presidió el Comité Visitante del Observatorio Nacional de Radioastronomía. Ha pertenecido al Comité Consultor de Ciencia Espacial de la NASA desde 1994. También es la Directora de la Formación combinada para investigación en astronomía de onda milimétrica (CARMA).
Sargent ganó la Medalla Servicio Público de la Nasa y el Premio Mujer del Aó de Caltech en 1998. El asteroide 18244 Anneila fue nombrado en su honor. La Universidad de Edimburgo la nombró Exalumna del Año en 2002 y le confirió el título honorario de Doctora de Ciencias en 2008. Sargent fue elegida Socia Honoraria de la Sociedad Real de Edimburgo en 2017.
Su marido era el astrónomo Wallace L. W. Sargent.